# Вакаба-ку
Вакаба-ку (яп. 若葉区) — район города Тиба префектуры Тиба в Японии. По состоянию на 1 июня 2013 года население района составило 151 532 человека, плотность населения — 1800 чел./км².

## История
После Реставрации Мэйдзи область современного Вакаба-ку была поделена 1 апреля 1889 года на поселения Цуга, Мияко, Тисиро, Сирай и Сарасина в составе района Тиба. 11 февраля 1935 года Цуга и Мияко были присоединены к соседнему городу Тиба, этому примеру последовала и Тисиро 11 февраля 1944 года. 31 марта 1955 года Сирай и Сарасина объединились в новый город Идзуми, который впоследствии вошёл в состав города Тиба 10 апреля 1963 года.
Район Вакаба-ку был создан 1 апреля 1992 года, когда Тиба получила статус города, определённого указом правительства.

## Экономика
Район Вакаба-ку в основном служит региональным коммерческим центром и спальным районом Тибы и Токио.

## Транспорт
- Кокудо 16
- Кокудо 51
- Кокудо 126

Железнодорожный:
- Линия Собу: станция Цуга.
- Городской монорельс Тибы (Линия 2): станции Добуцукоэн, Мицувадай, Сакураги, Цуга, Огурадай, Тисиродай-Кита и Тисиродай.